# Osman Şanlısoy
Osman Şanlısoy (* 14. August 1999) ist ein nordzyprischer Poolbillardspieler.

## Karriere
Bei der Jugend-Europameisterschaft 2013 gewann Osman Şanlısoy mit der nordzyprischen Schülermannschaft die Bronzemedaille. In der Saison 2014/15 wurde er bei der nordzyprischen Meisterschaft der Herren Dritter. Im April 2015 nahm er erstmals an der Europameisterschaft der Herren teil. In der Disziplin 10-Ball erreichte er die Runde der letzten 64 und schied dort gegen den Finnen Petri Makkonen aus. Drei Monate später wurde er bei der Jugend-Europameisterschaft mit der nordzyprischen Schülermannschaft erneut Dritter. Bei der nordzyprischen Meisterschaft 2015/16 belegte er den fünften Platz bei den Herren und den zweiten Platz bei den Junioren.
Bei der EM 2016 verpasste er in allen vier Disziplinen den Einzug in die Finalrunde. Nachdem er 2015 dreimal das Viertelfinale erreicht hatte, gewann Şanlısoy 2016 seine erste Medaille bei einem Einzelwettbewerb der Jugend-EM. Beim 10-Ball-Wettbewerb der U19-Junioren zog er ins Halbfinale ein und unterlag dort dem späteren Europameister Maxim Dudanez mit 0:7.
Bei der Europameisterschaft der Herren war Şanlısoy bislang zweimal (2015, 2016) Teil der nordzyprischen Nationalmannschaft, mit der er aber jeweils sieglos in der Vorrunde ausschied.